# Microtus townsendii
Microtus townsendii (Полівка Таунсенда) — вид гризунів родини Хом'якові (Cricetidae).

## Проживання
Країни проживання: Канада (Британська Колумбія), США. Висотний діапазон поширення від рівня моря до 1830 м над рівнем моря в Олімпійських горах. Займає різні місця проживання, але зазвичай живе на солоних і прісних болотах, вологих луках (іноді з сухою травою), водно-болотних угіддях по берегах струмків; альпійських і субальпійських луках.

## Життя
Створює великі підземні системи нір і доріжок через траву. Вхід у нору може бути під водою. Вагітність триває 21-24 днів. Розмір приплоду в середньому 4-7. Раціон включає в себе різні види зелені, трави, осоки та різнотрав'я, цибулини.